# Interes Flamandzki
Interes Flamandzki (niderl. Vlaams Belang, VB) – belgijska partia polityczna z Regionu Flamandzkiego, określana jako separatystyczna, nacjonalistyczna i populistycznie prawicowa, a także eurosceptyczna. Opowiada się za niepodległością Flandrii, jak też za ograniczeniami wobec imigrantów. Ugrupowanie należy do europejskiej partii politycznej Patriots.eu.

## Historia
Ugrupowanie powstało w 2004. Interes Flamandzki stał się faktycznym sukcesorem Bloku Flamandzkiego, rozwiązanego po procesie sądowym, w którym organizacja ta została uznana za rasistowską i ksenofobiczną. Vlaams Belang w wyborach krajowych w 2007 utrzymał dotychczasową pozycję, osiągając wynik na poziomie 12,0% w skali kraju, co przełożyło się na 17 mandatów. W przedterminowych wyborach parlamentarnych w 2010 partia otrzymała 3,5% głosów mniej, co przyniosło 15 miejsc w Izbie Reprezentantów. W 2014 partia ponownie odnotowała niższy wynik – 3,7% w wyborach krajowych przełożyło się na 3 mandaty w niższej izbie federalnego parlamentu. Pięć lat później poparcie Interesu Flamandzkiego wzrosło, partia została drugim ugrupowaniem we Flandrii (12,0% głosów i 18 mandatów). Interes Flamandzki poprawił swoją pozycję również w 2024 (13,8% głosów i 20 miejsc w niższej izbie parlamentu).

## Przewodniczący
- 2004–2008: Frank Vanhecke
- 2008–2012: Bruno Valkeniers
- 2012–2014: Gerolf Annemans
- od 2014: Tom Van Grieken[5]

## Wyniki wyborcze

### Wybory do Izby Reprezentantów
- 2007: 12,0% głosów, 17 mandatów[6]
- 2010: 7,8% głosów, 12 mandatów[7]
- 2014: 3,7% głosów, 3 mandaty[8]
- 2019: 12,0% głosów, 18 mandatów[9]
- 2024:  13,8% głosów, 20 mandatów[10]

### Wybory do Parlamentu Flamandzkiego
- 2009: 15,3% głosów, 21 mandatów[11]
- 2014: 5,9% głosów, 6 mandatów[12]
- 2019: 18,5% głosów, 23 mandatów[13]
- 2024: 22,7% głosów, 31 mandatów[14]

### Wybory do Parlamentu Europejskiego
- 2009: 9,9% głosów, 2 mandaty[15]
- 2014: 4,3% głosów, 1 mandat[16]
- 2019: 12,1% głosów, 3 mandaty[17]
- 2024: 14,5% głosów, 3 mandaty[18]